# 韋煥章
韋 煥章（い かんしょう。1892年 - 没年不明）は、中華民国、満州国の政治家。字は秀実。満州国では外交部大臣などをつとめた要人である。

## 生涯
1909年（宣統元年）、遼陽師範学校を卒業。以後、遼陽第一民立小学校長、奉天省教育庁第一科科長、同庁代理庁長を歴任した。
1931年（民国20年）の満州事変（九・一八事変）後から、満州国建国工作に参加し、奉天教育事務籌備処処長に任ぜられた。翌年に満州国が正式に成立した後に、奉天省教育庁庁長に就任している。1937年（康徳4年）7月1日、哈爾浜特別市市長に任命される。翌1938年（康徳5年）2月10日、浜江省省長となり、同年7月、修好経済使節団団長として「防共諸邦」を歴訪した。
1940年（康徳7年）5月16日、韋煥章は外務局長官に任ぜられる。1942年（康徳9年）4月20日、外務局が外交部に戻り、韋はそのまま大臣に留任したものの、わずか5か月後の9月28日に大規模な大臣の入れ替えで辞任、参議府参議に転じた。1944年（康徳11年）1月17日に恩賞局が新設されると韋が総裁を兼任することになる。1945年（康徳12年）3月、奉天省省長に任命された。
満州国が滅亡した直後、韋煥章は張景恵に、蔣介石と連合して自立すべき旨を進言した。しかし、まもなく2人ともソ連軍に逮捕され、シベリアで収監された。1950年、他の満州国要人たちと共に中華人民共和国に引き渡され、撫順戦犯管理所に収監される。没年は不明だが、そのまま収監中に病没した。

## 栄典
外国勲章
- 1943年（民国32年）3月30日  -  中華民国（汪兆銘政権）：一級同光勲章[13]